# HD 125276
HD 125276，又名CD-2510271，SAO 182433、HR 5356，是一颗恒星，视星等为5.87，位于銀經326.53，銀緯33.01，其B1900.0坐标为赤經14h 13m 20.3s，赤緯-25° 33.01′ 50″。